# Emersonella ooecia
Emersonella ooecia är en stekelart som beskrevs av De Santis 1983. Emersonella ooecia ingår i släktet Emersonella och familjen finglanssteklar. Inga underarter finns listade i Catalogue of Life.